# Будимља (Беране)
Будимља је насеље у општини Беране у Црној Гори. Према попису из 2003. било је 1694 становника (према попису из 1991. било је 1464 становника).

## Историја
У Млецима је 1536. године Молитвослов штампао јерођакон Мојсије, како се потписао, јеродiакон моiси от србские земли, отчеством же от мјеста нарицаемаго будимли. Павле Ровински наводи да је то у Будимља у Васојевићима, код Берана. Исти јерођакон у штаманом Сборнику детљније наводи свој родни крај, па наводи Будимље близу манастира Шудикова.

## Демографија
У насељу Будимља живи 1243 пунолетна становника, а просечна старост становништва износи 34,5 година (33,8 код мушкараца и 35,2 код жена). У насељу има 459 домаћинстава, а просечан број чланова по домаћинству је 3,69.
Становништво у овом насељу веома је хетерогено.
|  |

| Демографија | Демографија | Демографија |
| Година      | Становника  | Становника  |
| ----------- | ----------- | ----------- |
|             |             |             |
|             |             |             |
|             |             |             |
|             |             |             |
| 1948.       | 895         |             |
| 1953.       | 875         |             |
| 1961.       | 1.210       |             |
| 1971.       | 1.450       |             |
| 1981.       | 1.465       |             |
| 1991.       | 1.464       | 1.451       |
| 2003.       | 1.745       | 1.694       |
|             |             |             |

| Етнички састав према попису из 2003.‍ | Етнички састав према попису из 2003.‍ | Етнички састав према попису из 2003.‍ | Етнички састав према попису из 2003.‍ | Етнички састав према попису из 2003.‍ |
| ------------------------------------ | ------------------------------------ | ------------------------------------ | ------------------------------------ | ------------------------------------ |
|                                      |                                      |                                      |                                      |                                      |
| Срби                                 | Срби                                 |                                      | 1.051                                | 62,04%                               |
| Црногорци                            | Црногорци                            |                                      | 525                                  | 30,99%                               |
| Муслимани                            | Муслимани                            |                                      | 49                                   | 2,89%                                |
| Бошњаци                              | Бошњаци                              |                                      | 24                                   | 1,41%                                |
| Југословени                          | Југословени                          |                                      | 6                                    | 0,35%                                |
| Хрвати                               | Хрвати                               |                                      | 5                                    | 0,29%                                |
| Руси                                 | Руси                                 |                                      | 1                                    | 0,05%                                |
| Македонци                            | Македонци                            |                                      | 1                                    | 0,05%                                |
| непознато                            | непознато                            |                                      | 2                                    | 0,11%                                |

| Година пописа     | 1948. | 1953. | 1961. | 1971. | 1981. | 1991. | 2003. |
| ----------------- | ----- | ----- | ----- | ----- | ----- | ----- | ----- |
| Број домаћинстава | 169   | 181   | 397   | 313   | 301   | 374   | 466   |

| Број чланова      | 1   | 2  | 3  | 4  | 5  | 6  | 7  | 8  | 9  | 10 и више | Просек |
| ----------------- | --- | -- | -- | -- | -- | -- | -- | -- | -- | --------- | ------ |
| Број домаћинстава | 459 | 65 | 81 | 63 | 98 | 80 | 41 | 16 | 10 | 2         | 3      |

| Пол    | Укупно | Неожењен/Неудата | Ожењен/Удата | Удовац/Удовица | Разведен/Разведена | Непознато |
| ------ | ------ | ---------------- | ------------ | -------------- | ------------------ | --------- |
| Мушки  | 668    | 249              | 368          | 21             | 11                 | 19        |
| Женски | 663    | 173              | 364          | 89             | 17                 | 20        |
| УКУПНО | 1.331  | 422              | 732          | 110            | 28                 | 39        |

| Пол    | Укупно                    | Пољопривреда, лов и шумарство | Рибарство                            | Вађење руде и камена | Прерађивачка индустрија       |
| ------ | ------------------------- | ----------------------------- | ------------------------------------ | -------------------- | ----------------------------- |
| Мушки  | 265                       | 13                            | 0                                    | 26                   | 35                            |
| Женски | 126                       | 4                             | 0                                    | 3                    | 14                            |
| УКУПНО | 391                       | 17                            | 0                                    | 29                   | 49                            |
| Пол    | Производња и снабдевање   | Грађевинарство                | Трговина                             | Хотели и ресторани   | Саобраћај, складиштење и везе |
| Мушки  | 7                         | 25                            | 23                                   | 15                   | 21                            |
| Женски | 0                         | 1                             | 26                                   | 13                   | 1                             |
| УКУПНО | 7                         | 26                            | 49                                   | 28                   | 22                            |
| Пол    | Финансијско посредовање   | Некретнине                    | Државна управа и одбрана             | Образовање           | Здравствени и социјални рад   |
| Мушки  | 1                         | 2                             | 36                                   | 28                   | 3                             |
| Женски | 2                         | 1                             | 9                                    | 22                   | 19                            |
| УКУПНО | 3                         | 3                             | 45                                   | 50                   | 22                            |
| Пол    | Остале услужне активности | Приватна домаћинства          | Екстериторијалне организације и тела | Непознато            | Непознато                     |
| Мушки  | 6                         | 0                             | 0                                    | 24                   | 24                            |
| Женски | 4                         | 0                             | 0                                    | 7                    | 7                             |
| УКУПНО | 10                        | 0                             | 0                                    | 31                   | 31                            |